# Karita Mattila

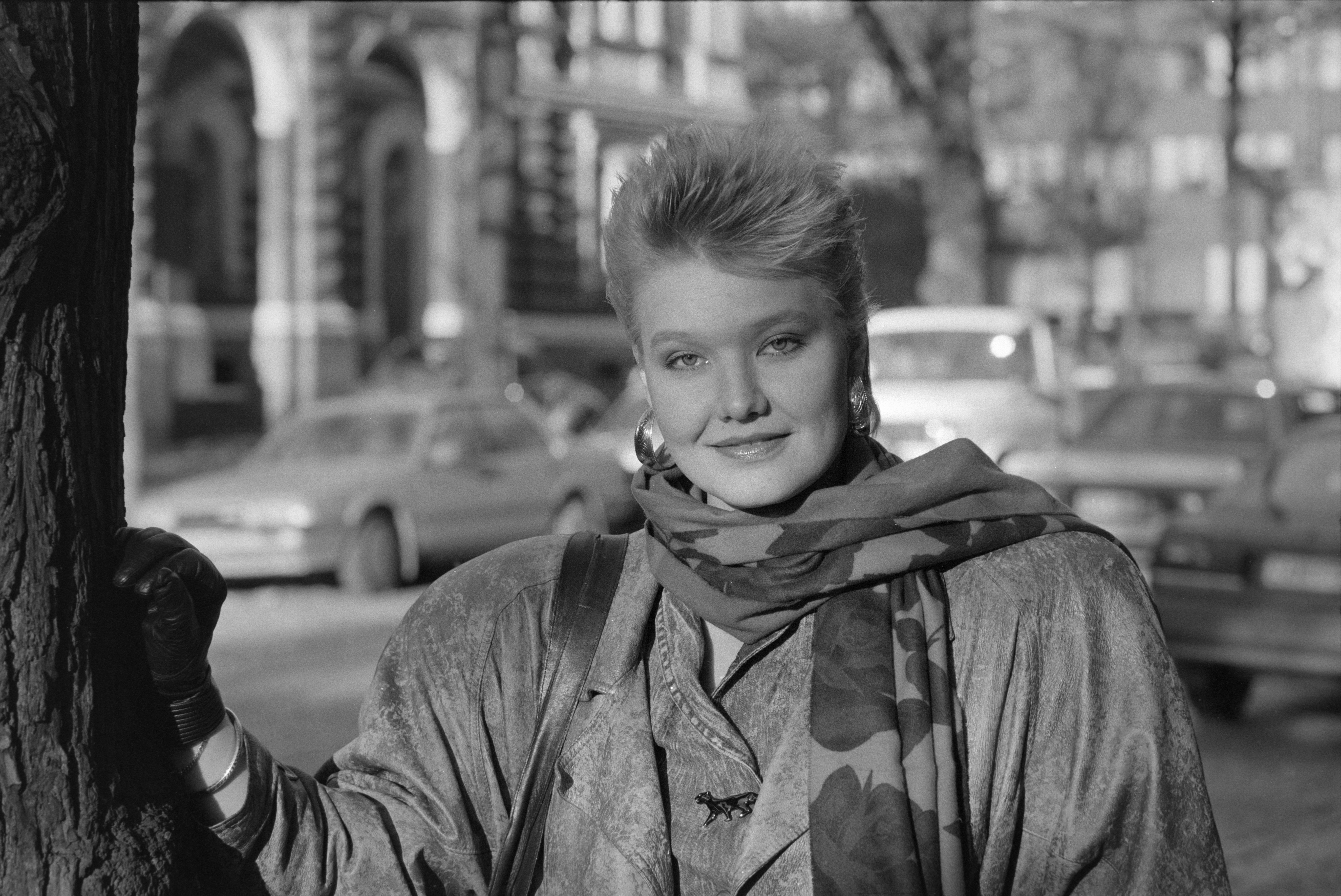
Mattila (1988)

Karita Mattila est une soprano finlandaise née le 5 septembre 1960 à Somero.

## Biographie
Karita Mattila est l'élève l'Académie Sibelius d'Helsinki de 1979 à 1983. Luisa Linko-Malmio  l'y prépare pour le concours de chant. Elle fréquente ensuite Vera Rozsa à Londres. Elle remporte le premier concours de chant de « BBC Cardiff Singer of the World » à Cardiff en 1983.
Elle débute en 1986 au Royal Opera House de Londres dans des opéras de Mozart,notamment Cosi fan tutte (Fiordiligi), La Flûte enchantée (Pamina), Les Noces de Figaro (la Comtesse), Don Giovanni (Donna Elvira) et dans le rôle d'Agathe du Freischütz de Carl Maria von Weber qu'elle enregistrera plus tard sous la direction de Colin Davis dans un CD de référence pour cette œuvre.
Elle se produit rapidement dans les plus prestigieuses salles des États-Unis, au Staatsoper de Vienne, au Bayerische Staatsoper à Munich, à l'Opéra de Paris. A propos de l'enregistrement d'Arias qu'elle réalisera en 2001, l'auteur de l'article de Res Musica rappelle "Heureux Parisiens qui, à la fin des années 90, ont pu profiter de l’envol de son grand soprano lyrique dans maintes productions ! Quatre des héroïnes abordées ont été chantées – et jouées – dans notre Opéra National : Lisa, Elsa, Sieglinde (gala Domingo, Garnier) et Hanna, exquise conclusion de ce CD".
Parmi les rôles de son répertoire figurent Eva dans Les Maîtres Chanteurs de Nuremberg de Richard Wagner, Amélia dans Simon Boccanegra de Verdi, Rosalinde dans La Chauve-Souris de Johann Strauss fils, Tatiana dans Eugène Onéguine et Lisa dans La Dame de pique de Tchaïkovski, Desdemona dans Otello de Verdi.
Elle chante également Chrysothémis dans Elektra de Richard Strauss à Salzbourg en avril 1995, aux côtés de Deborah Polaski, rôle qu'elle rechante en mai 1996 au Mai musical florentin sous la direction de Claudio Abbado. Le Festival d'Aix-en-Provence fait appel à elle pour Fiordiligi en 1995. Au théâtre du Châtelet, Antonio Pappano la dirige dans le rôle d'Élisabeth de Don Carlos en mars 1996.
Elle enregistre chez Philips un certain nombre de récitals et d'opéras, mais sa carrière ne prend son envol qu'à partir de 1996.
Elle interprète Elsa von Brabant dans Lohengrin de Richard Wagner à l'Opéra Bastille en novembre-décembre 1996 sous la direction de James Conlon puis reprend Élisabeth en mars-avril à l'Opéra de Lyon. Londres l'affiche encore en mars 1997 dans Elsa avec Valery Gergiev à la direction musicale.
Elle donne plusieurs concerts à Paris, Aix-en-Provence, Toulouse, Berlin, Genève, etc. Elle chante sous la direction des plus grands chefs dont Sir Colin Davis, Sir Georg Solti, Jeffrey Tate, Sir Neville Marriner, Zubin Mehta et Claudio Abbado.
De retour à Paris, elle chante La Dame de pique de Tchaikovski puis Fidelio de Beethoven en 2000 et Otello avec José Cura en mars 2001. Elle chante Arabella de Richard Strauss au Théâtre du Châtelet en avril 2002 et encore à la reprise en mai 2005. En septembre 2003, elle aborde avec succès Salomé avec Chris Merritt à l'Opéra de Paris. Par la suite, on la retrouve dans Manon Lescaut au Lyric Opera de Chicago en novembre 2005, au Met dans Fidelio en mars et Lohengrin en avril-mai 2006, et Tosca à Helsinki en août 2006.
En septembre 2009, Karita Mattila ouvre la saison du Metropolitan Opera de New York avec Tosca, dans la mise en scène de Luc Bondy qui offre une lecture « sadique et érotique » de l'œuvre, et ajoute à son répertoire un de ses plus grands rôles qu'elle reprendra dans la même mise en scène, l'année suivante aux côtés de Jonas Kaufmann à l'Opéra de Munich, représentation retransmise sur Arte puis dans les cinémas du monde entier.
Elle aborde également un répertoire plus rare avec le Jenufa de Leos Janacek, où elle interprète d'abord le rôle-titre en 2003 au Théâtre du Châtelet puis en 2013 à l'Opéra de Munich avant d'incarner à plusieurs reprises celui de la  Kostelnica, en 2016 au Metropolitan Opera de New York et plus récemment au Royal Opera House en 2021 aux côtés d'Asmik Grigorian.
Elle revient également donner un récital au Théâtre du Châtelet à Paris en 2016, ce théâtre où elle avait été entendue "en 1996 en Elisabeth de Valois dans Don Carlos, puis avec Arabella en 2002 et encore Jenufa en 2003". Elle poursuit sa carrière dans différents rôles sur les scènes internationales, abordant récemment le rôle d'Otrud dans Lohengrin à Munich, celui de la Princesse étrangère dans Rusalka au Teatro Real, ou encore celui de la Princesse dans Suor Angelica, l'un des volets du Trittico donné au festival de Salzbourg l'été 2022 toujours aux côtés d'Asmik Grigorian.

### Prix et distinctions[21]
- 1997 :
  - « Laurence Olivier Award » pour sa prestation dans le rôle d’Elizabeth dans Don Carlos au Covent Garden
  - Prix François Reichenbach, l’« Orphée du lyrique », décerné par l’Académie du disque lyrique pour le Don Carlos au Châtelet de Paris
- 2001 : 
  - Meilleure chanteuse de l’année décerné par le New York Times pour sa prestation dans Fidelio au Met
  - « Laurence Olivier Award » de la « Meilleure prestation d’opéra » pour les rôles de Jenufa et de Lisa dans La Dame de pique au Covent Garden de Londres
- 2003 : Chevalière de l'ordre des Arts et des Lettres
- 2005 : « Musicienne de l’année » par Musical America

## Rôles d'opéras

### En France
| Rôle          | Opéra            | Compositeur     | Lieu                   | Date               |
| ------------- | ---------------- | --------------- | ---------------------- | ------------------ |
| Fiordiligi    | Così fan tutte   | Mozart          | Strasbourg             | Avril 1986         |
| Fiordiligi    | Così fan tutte   | Mozart          | Aix-en-Provence        | 1995               |
| Elisabeth     | Don Carlos       | Verdi           | Théâtre du Châtelet    | Mars 1996          |
| Elsa          | Lohengrin        | Wagner          | Opéra Bastille         | 1996               |
| Elisabeth     | Don Carlos       | Verdi           | Opéra national de Lyon | Mars et avril 1997 |
| Hanna Glawari | La Veuve joyeuse | Lehár           | Opéra Garnier          | 1997               |
| Lisa          | La Dame de pique | Tchaïkovski     | Opéra Bastille         | 1999               |
| Leonore       | Fidelio          | Beethoven       | Salle Pleyel           | 2000               |
| Desdemona     | Otello           | Verdi           | Théâtre du Châtelet    | 2001               |
| Jenůfa        | Jenůfa           | Janáček         | Théâtre du Châtelet    | 2002               |
| Arabella      | Arabella         | Richard Strauss | Théâtre du Châtelet    | 2002               |
| Salomé        | Salomé           | Richard Strauss | Opéra Bastille         | Septembre 2003     |
| Arabella      | Arabella         | Richard Strauss | Théâtre du Châtelet    | 2005               |
| Leonore       | Fidelio          | Beethoven       | Théâtre du Châtelet    | 2006               |
| Emilie        | Emilie           | Kaija Saariaho  | Opera de Lyon          | 2010               |

#### Récitals
- Récitals avec piano dans diverses salles[réf. nécessaire]
- Gala avec Placido Domingo à l'Opéra Garnier[réf. nécessaire]

### Au Metropolitan Opera de New York
| Rôle          | Opéra                          | Compositeur | Année                            | Nombre de représentations |
| ------------- | ------------------------------ | ----------- | -------------------------------- | ------------------------- |
| Donna Elvira  | Don Giovanni                   | Mozart      | Mars-Avril/Octobre-Novembre 1990 | 8                         |
| Eva           | Die Meistersinger von Nürnberg | Wagner      | 1993                             | 7                         |
| Lisa          | La Dame de Pique               | Tchaïkovski | 1995                             | 6                         |
| Eva           | Die Meistersinger von Nürnberg | Wagner      | 1995                             | 5                         |
| Musetta       | La Bohème                      | Puccini     | 1996                             | 6                         |
| Elsa          | Lohengrin                      | Wagner      | 1998                             | 7                         |
| Amelia        | Simon Boccanegra               | Verdi       | 1999                             | 5                         |
| Leonore       | Fidelio                        | Beethoven   | 2000-01                          | 11                        |
| Eva           | Die Meistersinger von Nürnberg | Wagner      | 2001                             | 4                         |
| Chrysothemis  | Elektra                        | R. Strauss  | 2002                             | 4                         |
| Jenufa        | Jenufa                         | Janáček     | 2003                             | 8                         |
| Salomé        | Salomé                         | R. Strauss  | 2004                             | 7                         |
| Káťa Kabanová | Katja Kabanova                 | Janáček     | 2004-05                          | 5                         |
| Leonore       | Fidelio                        | Beethoven   | 2006                             | 4                         |
| Elsa          | Lohengrin                      | Wagner      | 2006                             | 6                         |
| Jenufa        | Jenufa                         | Janáček     | 2007                             | 6                         |
| Manon         | Manon Lescaut                  | Puccini     | 2008                             | 7                         |
| Salomé        | Salomé                         | R. Strauss  | 2008                             | 7                         |
| Tatiana       | Eugène Onéguine                | Tchaikovski | 2009                             | 7                         |
| Tosca         | Tosca                          | Puccini     | 2009                             | 7                         |
| Lisa          | La Dame de Pique               | Tchaikovski | 2011                             | 5                         |
| Emilia Marty  | L'Affaire Makropoulos          | Janáček     | 2012                             | 5                         |
| Amelia        | Un Ballo in Maschera           | Verdi       | 2012                             | 10                        |